# Anomis combinans
Anomis combinans là một loài bướm đêm trong họ Erebidae.